# Galliera
Galliera là một đô thị ở tỉnh Bologna vùng Emilia-Romagna của Ý, có vị trí khoảng 30 km về phía bắc của Bologna.
Galliera giáp các đô thị sau: Malalbergo, Pieve di Cento, Poggio Renatico, San Pietro in Casale, Sant'Agostino.